# Intel Galileo

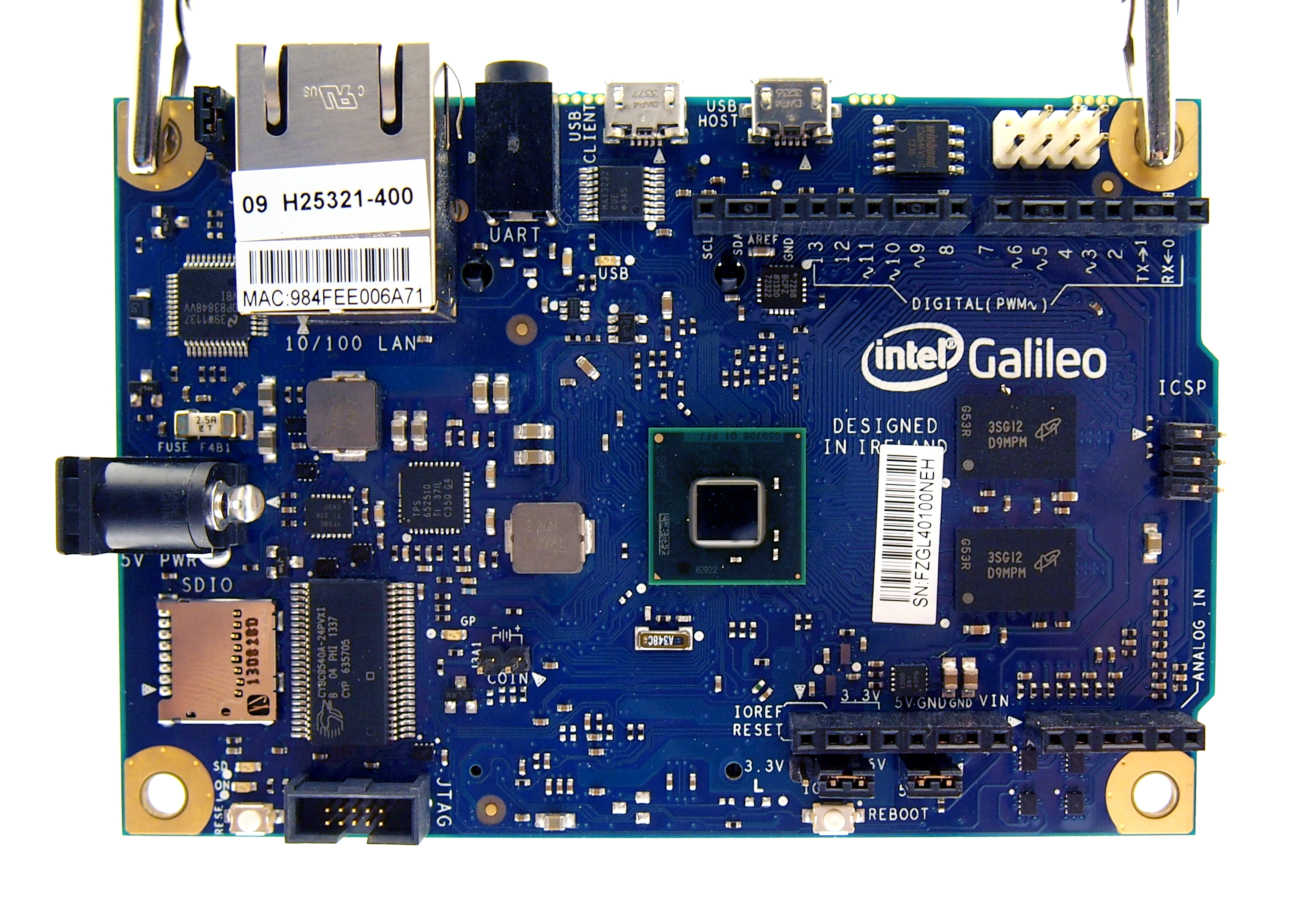
Placa para desarrolladores Intel Galileo.

Intel Galileo  es el primer dispositivo en la línea de Arduino que se certifica desarrollado con base en la arquitectura x86 de Intel. Su propósito es el uso educativo y aplicaciones de personas particulares. 
Intel ha realizado dos versiones de Galileo, denominados como Gen 1 y Gen 2. Estas tarjetas de desarrollo son denominadas algunas veces como "Breakout boards" ("tarjetas para romper", debido al hecho que no son dispositivos completos, requieren adiciones para poder acceder a las entradas y salidas del dispositivo.)
La tarjeta se descontinuo en junio de 2017.

## Especificaciones técnicas
Intel Galileo combina la tecnología de Intel con el soporte de Arduino, siendo Arduino un dispositivo listo-para-hacer (ready-made) y el software de Arduino y sus librerías.
Las tarjetas de desarrollo funcionan en el sistema operativo Linux, haciendo uso de las librerías abiertas de Arduino habilitando la reutilización de software existente. Los archivos realizados para Arduino se conocen como sketches. Estos archivos se ejecutan cada vez que la tarjeta tiene alimentación.
Intel Galileo puede ser programado en los sistemas operativos OS X, Microsoft Windows y en Linux. Intel Galileo  es también diseñada para ser compatible con el ecosistema de Arduino.
Intel Galileo explota el Intel Quark SoC X1000,el primer producto de la familia de tecnología de bajo consumo de potencia Intel Quark, Intel Quark es el intento de Intel por competir en el mercado de Internet of Things y computación vestible (wearable computing). Intel Quark fue diseñado en Irlanda, es un procesador de 32.bit, single-core, Pentium (P54C/i586), opera a velocidades hasta 400 MHz. Intel Quark  es visto como la respuesta de Intel a la arquitectura ARM, el procesador diseñado para celulares y otros computadores single-board.
Con un reloj de velocidad de 400 MHz, conjunto con una memoria RAM de 256 Mb of DDR3 y 8 Mb de flash memory, Intel Galileo e más potente que su competidor más cercano Arduino que tiene un reloj de velocidad de 16 MHz, 8 Kb RAM y una memoria flash de 256 Kb. Resulta más apropiado comparar Intel Galileo con otras tarjetas como Raspberry Pi. La última versión de Raspberry Pi, la Pi 3 modelo B, reemplazo la Pi 2 Modelo B en febrero de 2016. Esta versión de Raspberry Pi es más potente que la antigua Galileo Gen 2. Sin embargo los dispositivos Raspberry Pi no tienen memoria flash.
Ambas versiones de los dispositivos Intel Galileo soportan el ecosistema de Arduino. Distinto a la mayoría de los dispositivos Arduino, la tarjeta Intel Galileo soporta shields de 3.3 [V] y 5 [V].
La tarjeta Intel Galileo viene con varios estándares de entradas y salidas de la computación . El soporte para PCI Express significa que Wifi, Bluetooth o tarjetas GSM pueden ser conectadas a Intel Galileo. Esto habilita también el uso de memorias de estado sólido con Intel Galileo. La interfaz 10/100 Mbit Ethernet soporta la conexión del dispositivo a una red LAN. Esto también habilita el acceso al sistema operativo de Intel Galileo Linux.